# Завадський Йосип Йосипович
Зава́дський Йо́сип Йо́сипович (пол. Józef Zawadzki; 11 [23] листопада 1818, Вільно, Литовсько-Віленська губернія, Російська імперія (нині — Вільнюс, Литва) — 14 [26] березня 1886, Київ, Київська губернія, Російська імперія) — російський видавець і друкар польського походження, журналіст, засновник Польського товариства в Києві, Київський міський голова у 1860–1863 роках.

## Біографія
Народився в 1818 році у Вільні в дворянській родині відомого видавця і книгопродавця Юзефа Завадського. Після закінчення гімназії в 1839 році переселився до Києва і через два роки відкрив тут магазин іноземних книг.
З 1 квітня 1850 з дозволу міністра народної освіти Завадському було передано друкарню університету Св. Володимира в Києві в оренду строком на 12 років. За умовою, складеною з Завадським, він дістав звання університетського друкаря і ставав повним господарем друкарні, виплачуючи щороку 1000 крб. орендної плати на користь університету. По закінченні строку оренди договір був продовжений ще на 12, а згодом ще на 10 р. Таким чином, університетська друкарня у Завадського перебувала 34 роки.
У липні 1860 року обраний і затверджений міським головою. Цю посаду обіймав до квітня 1863 року, після нього на цю посаду був обраний Федір Войтенко.
5 червня 1869 з ініціативи професора Київського університету Миколи Бунге, який очолював у той час Київську контору державного банку, та видавця Йосипа Завадського була заснована Київська товарна біржа — найпотужніший гуртовий ринок України 2-ї половини 19 — поч. 20 століття.
Помер у Києві 1886 року. Похований на Байковому кладовищі в католицькій частині.